# Pic de Port Negre
Pic de Port Negre är en bergstopp i Andorra på gränsen till Spanien. Den ligger i den västra delen av landet. Toppen på Pic Negre är 2 569 meter över havet.
Den högsta punkten i närheten är Pic de Coma Pedrosa, 2 943 meter över havet, 2,7 kilometer norr om Pic Negre.
Trakten runt Pic Negre består i huvudsak av kala bergstoppar och gräsmarker.